# Tademaït

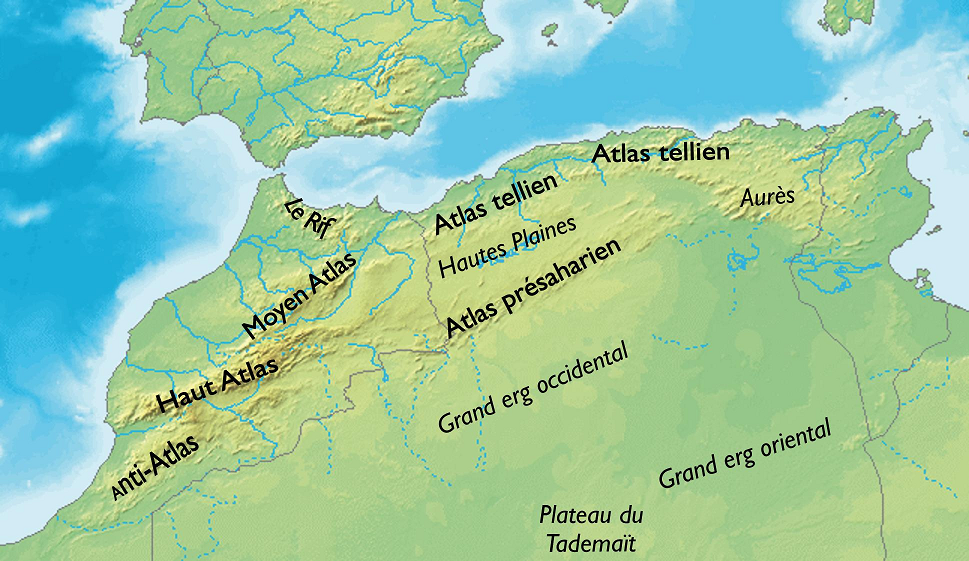
Carta geografica delle catene montuose dell'Algeria.

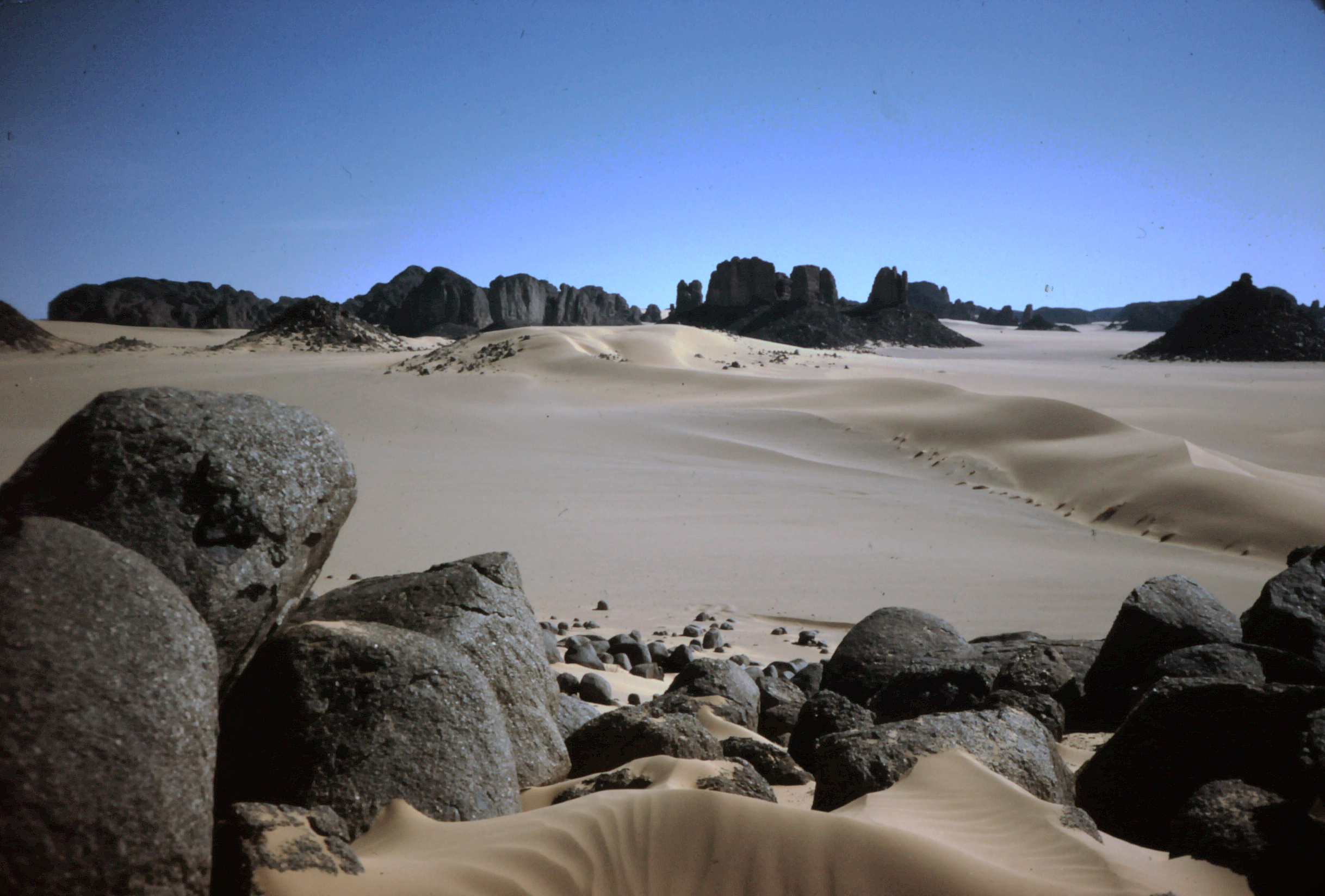
Il tipico paesaggio del Tademaït.

L'altopiano del Tademaït (in francese: Plateau du Tademaït, «Giardino di Satana») è un altopiano situato nella provincia di Tamanrasset, in Algeria.
Si trova ad un'altitudine media di 620 m sul livello del mare. Attraverso di esso passa un tratto della Strada Sahariana «N 1» (parte dell'autostrada Algeri-Lagos), che da Tamanrasset conduce nel Niger. L'altopiano è delimitato a sud dalla città di In Salah e a nord da un vecchio forte ormai abbandonato della Legione straniera, Fort Miribel. Ai piedi dell'altopiano sorge la città di El Menéa. L'altopiano del Tademaït è percorso da un grande uadi che scorre verso nord-est. Lungo la pista che attraversa l'altopiano vi è il pozzo artesiano di Hassi Maroket, dal quale sgorga acqua calda. Oltre a questo vi sono molti altri pozzi dai quali i nomadi traggono l'acqua.
Per quanto riguarda il paesaggio, l'altopiano del Tademaït è una vasta e desolata regione desertica, dalla superficie «nera» a causa degli ossidi metallici precipitati tra le rocce, la ghiaia e la sabbia e quasi priva di vegetazione. Si estende su una superficie di circa 10.000 km² ed è fiancheggiato da una serie di inselberg. Avvicinandosi verso In Salah, diventa visibile il «verde» scuro dei palmeti. Prima dell'aerodromo di In Salah, una pista verso est conduce all'oasi di Foggâret ez Zoûa. I giardini circostanti sono irrigati da un sistema di foggara. Nel punto più distante dai centri abitati vi sono degli alberi pietrificati.